# Regia azienda monopolio banane

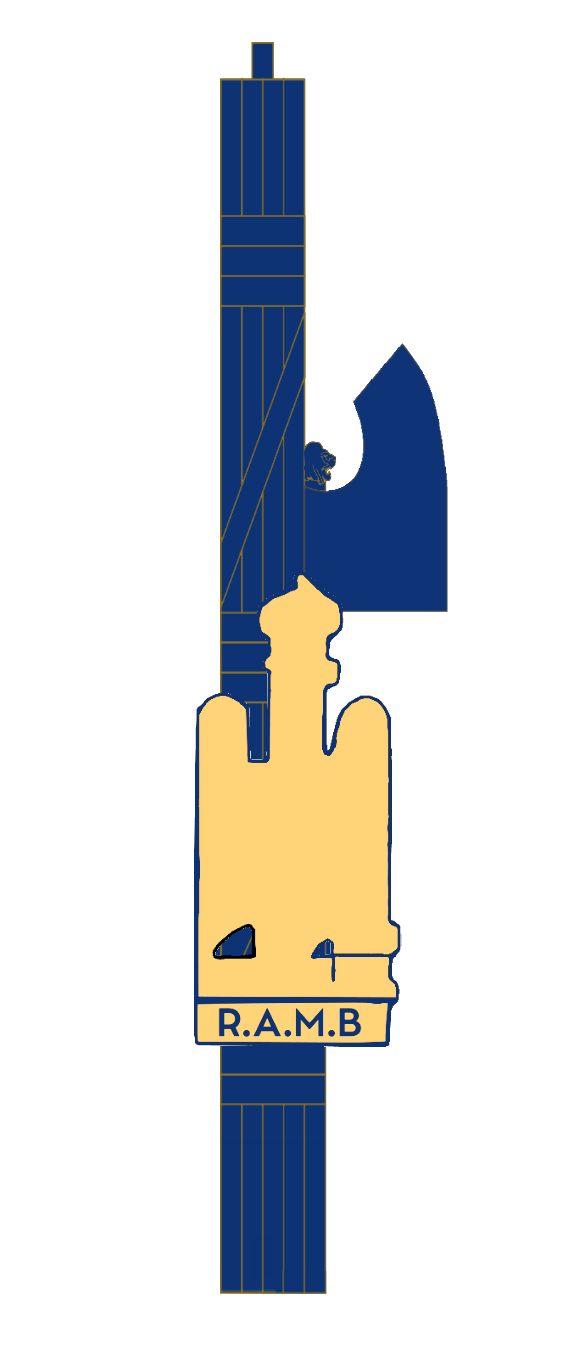
Emblema della Regia azienda monopolio banane

La Regia Azienda Monopolio Banane (RAMB), poi Azienda Monopolio Banane, fu una azienda statale italiana attiva negli anni trenta e quaranta, costituita appositamente per trasportare e commercializzare in Italia le banane prodotte nelle concessioni agricole sorte in quegli anni nella colonia della Somalia italiana, particolarmente nel comprensorio di Genale ed in quello del Giuba.
Le banane erano diventate la coltura più redditizia dopo che la grande depressione del 1929 aveva portato alla crisi del cotone il cui prezzo era diminuito del 50%. Tuttavia, il prodotto della Somalia aveva bisogno di una protezione particolare per essere competitivo; da qui la scelta di costituire la RAMB.
La  Regia azienda monopolio banane venne istituita sotto il controllo del Ministero delle colonie con R.D.L. 2 dicembre 1935 n. 2085, pubblicati sulla Gazzetta Ufficiale n. 291 del 14 dicembre 1935.
Nel dopoguerra l'azienda fu mantenuta in vita come Azienda Monopolio Banane e attribuì concessioni di zona esclusive ad aziende del settore fino allo scoppio del cosiddetto "Scandalo delle banane", il primo grande scandalo che coinvolse uomini di governo della DC nel 1963 a seguito dell'invalidamento dell'asta per il rinnovo delle concessioni a cui i concessionari membri dell'Assobanane ebbero i valori segreti dei canoni comunicati, previa corruzione, dal presidente dell'AMB avv. Franco Bartoli Avveduti, che fu arrestato e portato a Regina Coeli con il suo segretario Alessandro Lenzi e alcuni concessionari: Angelo Tonini (Napoli), Angelo Panattoni (Lucca), Cherubino Pagni (Roma), Diego Sartori (Padova), Antonio Bignami (Genova), Bartolo Saccà (Messina).
Seguì un processo che coinvolse i dirigenti dell'AMB e 124 concessionari locali di tutta Italia, il processo, in cui furono richieste pene fino a 10 anni per i dirigenti e fino a 5 anni per i concessionari, finì con pene irrisorie per l'intervento dietro le quinte pare dello stesso Andreotti, ma la AMB fu abolita.

## Organizzazione e flotta
La RAMB costruì depositi nelle principali città italiane e, per il trasporto delle banane, si avvalse all'inizio di navi frigorifero esistenti ed in seguito, dal 1937, fece costruire a cantieri nazionali 4 nuove e moderne bananiere, battezzate dall'acronimo della azienda RAMB: RAMB I, RAMB II, RAMB III, RAMB IV. Queste unità, dopo lo scoppio del conflitto vennero trasformate in navi militari e, come tali furono utilizzate dalla Regia Marina.
La RAMB disponeva di una piccola flotta di navi da carico e bananiere: oltre alle quattro RAMB, ne facevano parte tre motonavi gemelle di dimensioni più piccole, costruite fra il 1933 ed il 1934: la Capitano Bottego, la Capitano Antonio Cecchi e la Duca degli Abruzzi.
Delle sette unità sopravvisse alla guerra solo la RAMB III, che però fu catturata dalle truppe jugoslave, riattata nel 1948 e ribattezzata Galeb (yacht presidenziale) (gabbiano in slavo) diventò lo yacht presidenziale del Maresciallo Tito, dato che in realtà si trattava di battelli nati per altro uso che non il trasporto di banane, avevano infatti a bordo una cabina di lusso per due e altre 5 cabine per due. Gran parte delle navi, allo scoppio della guerra, rimase bloccato in Africa Orientale Italiana (cinque su sette) e andò perduto in seguito alla caduta della colonia.

## Produzione
Il consumo di banane in Italia nel 1939, ultimo anno di normalità, raggiunse i 450.000 quintali. Dopo la fine della guerra la RAMB venne sciolta, ma l'Italia continuò ad accordare alle banane somale una protezione tariffaria doganale fino agli anni sessanta. Attualmente il prodotto della Somalia non è più destinato alla esportazione, ma solo al consumo interno.